# Maria Gustavsdotter
Gunnel Maria Gustavsdotter Ahlsten, född 25 december 1948, är en svensk författare och tandläkare. Hennes stora intresse för historia har resulterat i romaner om 1600-talet med kvinnors situation i samhället i fokus. Hon har en bakgrund som novellförfattare åt veckopressen och romandebuterade 2005 med Blå ögon och svart magi.

## Biografi
Maria Gustavsdotter är född och uppvuxen i Stockholm. Hon är numera bosatt i Uddevalla, är gift och har fyra barn. Maria Gustavsdotter är utbildad tandläkare, men har skrivit sedan barndomen och hon visste tidigt att hon ville bli författare. 

### Skribent och romaner
Maria Gustavsdotter var först skribent i veckopressen, där hon skrev ca 150 noveller på olika nordiska språk. Maria Gustavsdotter har även arbetat som översättare av tv-serier. Hon är sedan 2001 författare på heltid främst av historiska romaner. Trilogin om prästdöttrarna Morlandeus har sitt ursprung i en önskan att skriva om Bohusläns historia och kvinnornas situation på 1600-talet. Böckerna, Ulrikas bok, Katarinas bok och Ebbas bok blev så populära att även en fjärde del, Ylvas bok, kom ut 2018. Researchen inför alla de historiska romanerna är mycket viktig för Maria Gustavsdotter. Hon reser runt i Sverige och besöker bibliotek, arkiv och gör intervjuer med personer som är insatta i det ämne som är aktuellt. Maria Gustavsdotter har alltid haft ett stort intresse för historia. Hon säger själv att hon tycker det är spännande och roligt med research. Den bok som ligger närmast verkligheten är Från din syster Lovisa, 2005. Romanen har sin grund i brev från Maria Gustavsdotters mormors kusin Lovisa som reste till Kina som missionär i början av 1900-talet och förälskade sig i en muslim.

### Deckare och barnböcker
2011 och 2013 skrev Maria Gustavsdotter två historiska deckare, Flickan på kyrkogården och Flickan med pappersblommorna som båda utspelas i Uddevalla på 1800-talet. Under pseudonymen Mia Ahl har Maria Gustavsdotter även skrivit feelgood-romaner som enbart publicerats i elektronisk form, Skumtomten och Chokladägget.
Dessutom har hon skrivit några faktaböcker för mindre barn, med huvudpersonerna Samuel och Linnéa som gör besök hos tandläkaren, BVC, biblioteket och pappersbruket.